# (35655) 1998 OJ6
1998 OJ6 (asteroide 35655) é um asteroide da cintura principal. Possui uma excentricidade de 0.10502340 e uma inclinação de 5.35478º.
Este asteroide foi descoberto no dia 24 de julho de 1998 por ODAS em Caussols.